# Glaucomys oregonensis
Glaucomys oregonensis és una espècie de mamífer rosegador de la família dels esciúrids. Fou descrit a mitjans del segle xix amb el nom de Pteromys oregonensis, però durant molt de temps se'l considerà una subespècie de l'esquirol volador d'Amèrica septentrional (G. sabrinus). Un estudi basat en dades genètiques publicat el 2017 demostrà que G. oregonensis era una espècie a part.